# Silvio Nicolodi
Silvio Nicolodi (* 2. März 1921 in Cembra; † 4. November 1989) war ein italienischer Politiker.

## Biographie
Nicolodi war ein langjähriger Spitzenexponent des Partito Socialista Italiano, dessen Südtiroler Ableger er von 1960 bis 1970 als Vorsitzender leitete. Von 1960 bis 1978 vertrat er seine Partei im Regionalrat Trentino-Südtirol und damit gleichzeitig im Südtiroler Landtag. Auf regionaler Ebene war er von 1965 bis 1969 als stellvertretender Assessor Mitglied der Regionalregierung, von 1974 bis 1976 amtierte er als Präsident des Regionalrats, von 1976 bis 1978 als Vizepräsident. Dem Landtag stand er in den Jahren 1962–1964, 1967–1968 und 1970–1973 als Präsident vor, in den Jahren 1960–1962, 1964–1965, 1968–1970 und 1973–1974 wirkte er als dessen Vizepräsident. Von 1972 bis kurz vor seinem Tod war Nicolodi, der parteiintern dem pragmatischen Flügel um Pietro Nenni angehörte, Mitglied der 6er-Kommission, die Durchführungsbestimmungen zur Weiterentwicklung der Südtiroler Autonomie erarbeitet.